# Муранов Матвій Костянтинович
Матвій Костянтинович Муранов (11 грудня 1873, село Рибці Полтавського повіту Полтавської губернії, тепер у складі міста Полтави — 9 грудня 1959, місто Москва, Російська Федерація) — радянський партійний діяч. Депутат IV-ї Державної думи Російської імперії. Член ЦК РСДРП(б) з серпня 1917 по березень 1918 року. Член вузького складу ЦК РСДРП(б) у серпні — жовтні 1917 року. Член ЦК РКП(б) з березня 1919 по березень 1920 року. Кандидат у члени Організаційного бюро ЦК РКП(б) з 25 березня 1919 по 29 березня 1920 року. Кандидат у члени ЦК РКП(б) з квітня 1920 по березень 1921 року. Член Контрольної комісії РКП(б) з вересня 1920 по березень 1921 року.  Кандидат у члени Центральної контрольної комісії ВКП(б) з квітня 1922 по квітень 1923 року. Член Центральної контрольної комісії ВКП(б) з квітня 1923 по січень 1934 року.

## Життєпис
Народився в селянській родині. Здобув початкову освіту. З 1900 року працював робітником у Харкові.
Член РСДРП(б) з 1904 року.
У 1907 році — член Залізничного районного комітету РСДРП у Харкові. З 1912 року — член Харківського міського комітету РСДРП(б).
У 1912 році був обраний в IV Державну думу Російської імперії від робочої курії Харкова, член більшовицької фракції. Одночасно з думської діяльністю вів нелегальну роботу в Санкт-Петербурзі, Харкові, Іваново-Вознесенську, В'ятці, співпрацював в газеті «Правда». У листопаді 1914 році заарештований разом із іншими депутатами-соціалістами, в 1915 році засуджений до заслання в Туруханський край. У березні 1917 року амністований.
Після Лютневої революції 1917 року Муранов повернувся в Петроград з Сибіру разом з Каменєвим і Сталіним. 12 березня 1917 був включений в Російське Бюро ЦК РСДРП(б), 16 березня 1917 року затверджений видавцем газети «Правда», а потім ввів до складу редакції Каменєва і Сталіна.
З квітня 1917 року працював у Харкові, брав участь у створенні газети «Пролетар», обраний почесним членом Харківського міського комітету РСДРП(б). Делегат і член Президії VII (Квітневої) конференції РСДРП(б). Вів революційну роботу в Харкові, Криму, в липні 1917 року обраний в Міську думу Харкова. Делегат 1-ї обласної конференції РСДРП(б) Донецько-Криворізького басейну, що відбулася в Катеринославі. Делегат VI-го з'їзду РСДРП (б), обраний членом ЦК і членом вузького складу ЦК. Секретар ЦК РСДРП(б) з серпня 1917 року. У серпні 1917 року обраний депутатом Петроградської міської думи від більшовиків. У вересні 1917 року взяв участь в Демократичній нараді, на якому виступив проти участі більшовиків в Передпарламенті. Під час Жовтневого збройного повстання в Петрограді працював в Петроградському військово-революційному комітеті. Делегат і член Президії II-го Всеросійського з'їзду Рад, вибраний членом ВЦВК.
З 17(30) листопада по грудень 1917 року — товариш (заступник) народного комісара внутрішніх справ Російської Радянської Республіки. Обраний членом Установчих Зборів від міста Харкова. У січні 1918 року на 3-му Всеросійському з'їзді Рад обраний членом Президії ВЦВК.
У 1918—1923 роках працював інструктором апарату ЦК РКП(б). Делегат VII-XIII, XV-XVII з'їздів партії. 
У 1923—1934 роках — член Верховного суду СРСР.
У 1934—1937 роках працював в апараті ВЦВК. У 1937—1939 роках — в апараті Верховної ради РРФСР.
З 1939 року — персональний пенсіонер союзного значення в Москві.
Помер 9 грудня 1959 року. Похований в Москві на Новодівочому цвинтарі.

## Нагороди
- два ордени Леніна (28.11.1953,)